# St. Josef (Herrenberg)
St. Josef ist die erste römisch-katholische Kirche im protestantisch geprägten Herrenberg seit der Einführung der Reformation im Jahr 1534. Sie steht in der Walter-Knoll-Straße in der südlichen Kernstadt. Patron der Kirche ist Joseph von Nazareth.
Die Kirche gehört zur Katholischen Kirchengemeinde Herrenberg im Dekanat Böblingen der Diözese Rottenburg-Stuttgart, deren weitere Kirchen  St. Martin und Gut-Hirten sind.

## Geschichte
Die Grundsteinlegung fand am 8. Oktober 1932 statt. Architekten waren Martin Schilling und Hans Lüdkemaier. Das Ergebnis war die billigste und für ihre Zeit schönste Diasporakirche der Diözese Rottenburg.
Die feierliche Einweihung der Kirche erfolgte am 22. Oktober 1933. 
Es bestand schon ein Kontakt mit dem Künstler Albert Birkle aus Salzburg. Birkle entwarf die elf Einzelfenster für die Apsis und fertigte sie selbst in den Jahren von 1931 bis 1933 in der Franz Mayer’schen Hofkunstanstalt in München an. Auch der Einbau des Chorfensters erfolgte unter seiner Leitung.
Die Kirche zeichnet sich aus durch ihr farbenprächtiges Chorfenster, das als das größte Glasfenster Süddeutschlands gilt. Das Fenster zeigt Christus in der Glorie des Himmlischen Jerusalem, umgeben von der Gemeinschaft der Heiligen. Kirche und Apsisfenster wurden bei einem Luftangriff 1944 teilweise zerstört. 1957 wurde das Fenster nach Originalplänen und Fotografien restauriert.

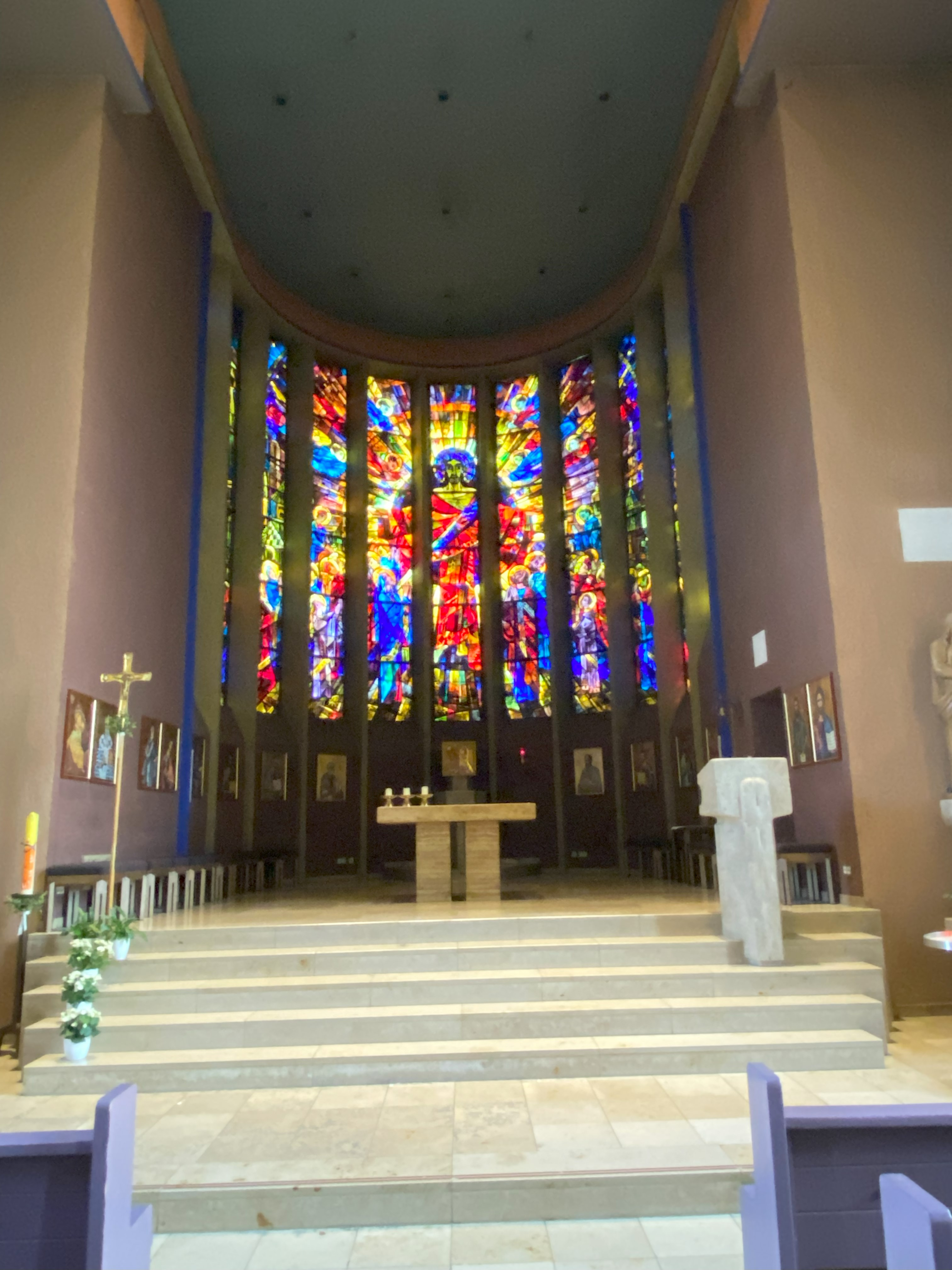
St Josef Herrenberg, Apsisfenster Totale
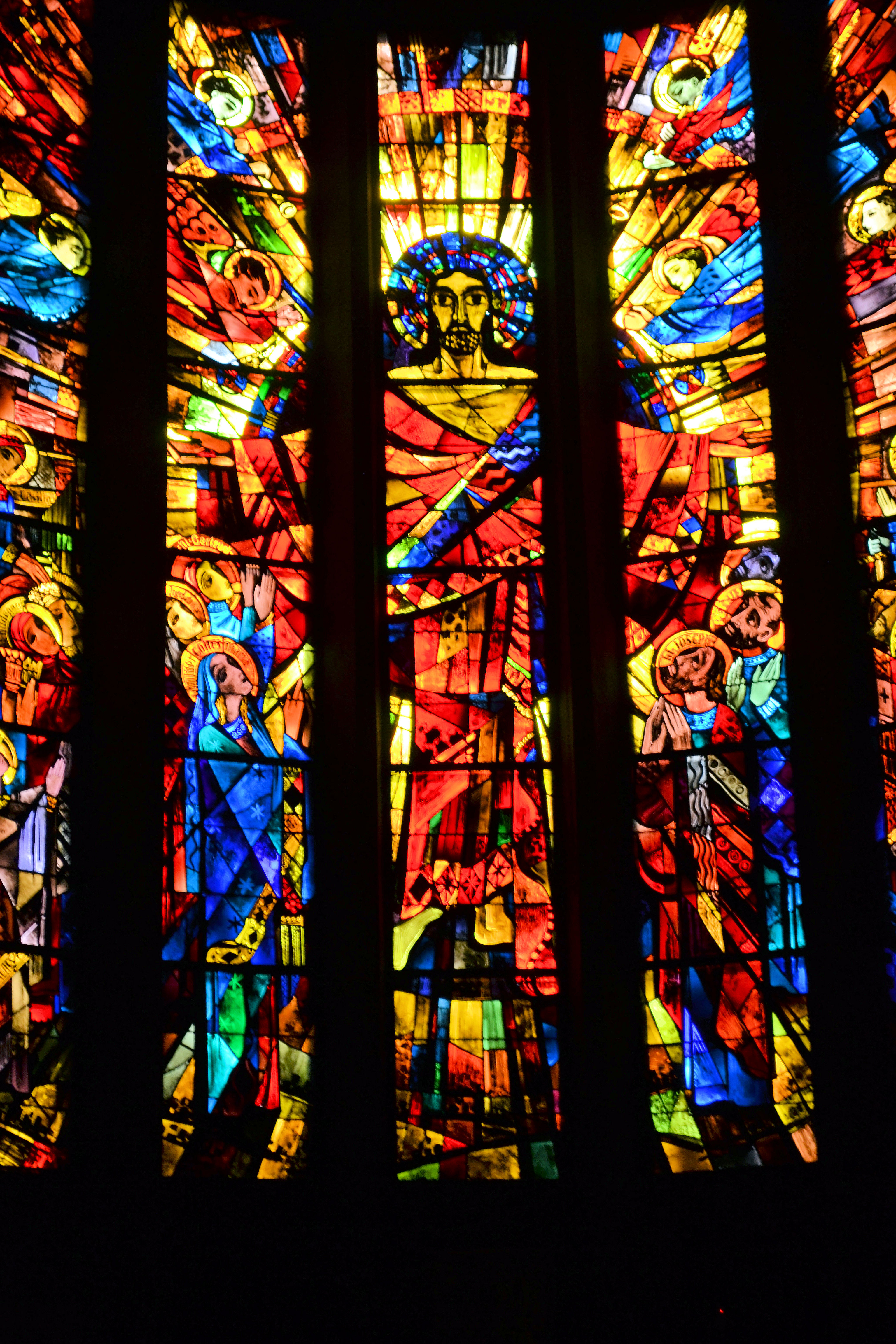
St Josef Herrenberg, Apsisfenster Detail